# Tilbury (rijtuig)

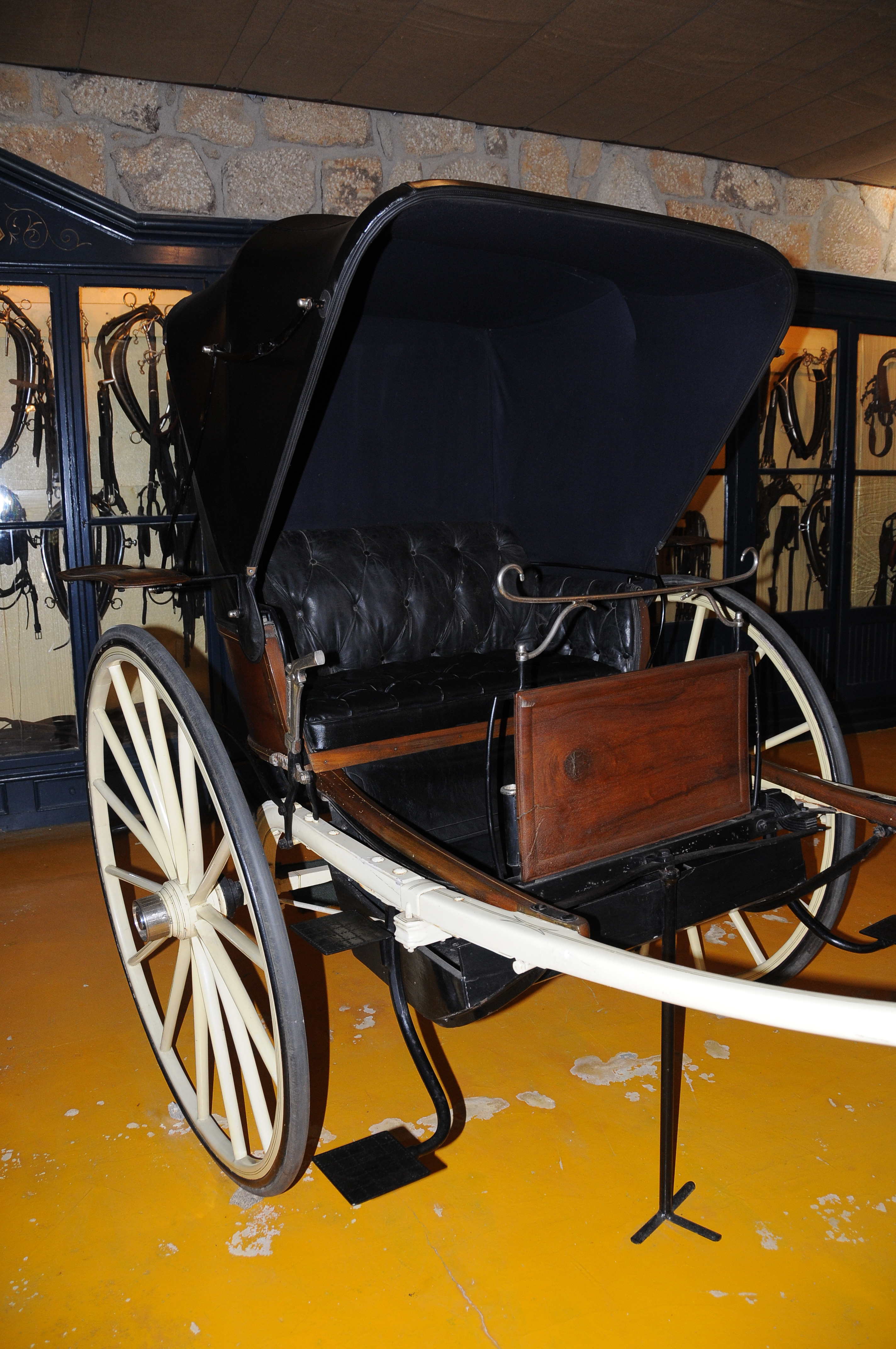
Een tilbury in het museum van Geraz do Lima, Portugal

Een tilbury is een licht, eenassig, open, eenspannig  rijtuig met grote spaakwielen, dat zowel met als zonder vouwkap werd gemaakt. 
Het rijtuig was oorspronkelijk ontworpen door Fitzroy Stanhope. Het werd oorspronkelijk vanaf ongeveer 1820 door de Londense wagenbouwer Tilbury in Mount Street gebouwd.
Gedurende de gehele 19e eeuw was de tilbury zonder noemenswaardige veranderingen in gebruik.
Tilbury's werden graag door mensen gebruikt die snel korte afstanden moesten afleggen, zoals handelsreizigers, boeren en artsen. De tilbury was tot in het begin van de 20e eeuw typisch een vervoermiddel van dorpsartsen.

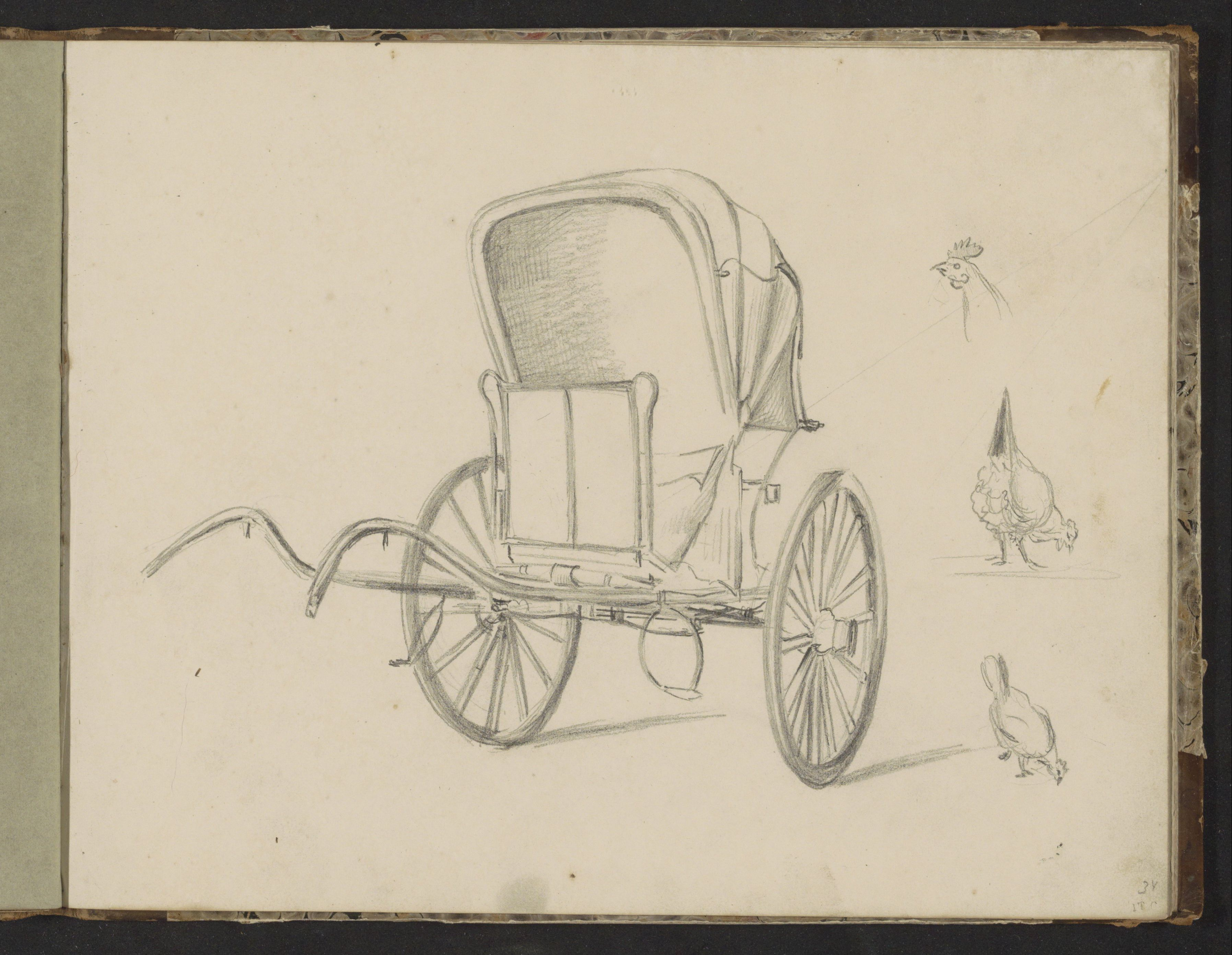
Een tilbury, omstreeks 1840 getekend door Johannes Tavenraat.